# Mygdon (König der Bebryker)
Mygdon (altgriechisch Μύγδων Mýgdōn) ist in der griechischen Mythologie ein König der Bebryker, eines im kleinasiatischen Bithynien siedelnden Volksstammes.
Laut der Bibliotheke des Apollodor war er der Bruder des Amykos und demnach ein Sohn des Meeresgottes Poseidon. Als seine Mutter kämen folglich wie bei Amykos die Bithynis, die Pelia oder die bithynische Nymphe Melie infrage.
Mygdon war ein Gegner des Lykos, des Königs der Mariandyner. Als Herakles zur Erledigung seiner 9. Aufgabe – die Beschaffung des Gürtels der Amazonenkönigin Hippolyte – gegen die Amazonen zog, gewährte Lykos dem Helden Gastfreundschaft. Im Verlauf des Kampfes gegen die Amazonen kämpfte Herakles auch gegen die Bebryker als Feinde seines Freundes Lykos und erschlug Mygdon. Einen Großteil des Landes, über das Mygdon geherrscht hatte, schenkte er dem Lykos, der darauf die Stadt Herakleia gründete.